# Idaea oenopus
Idaea oenopus là một loài bướm đêm trong họ Geometridae.